# Навчально-спортивний оздоровчий центр Державного університету "Київський авіаційний інститут"

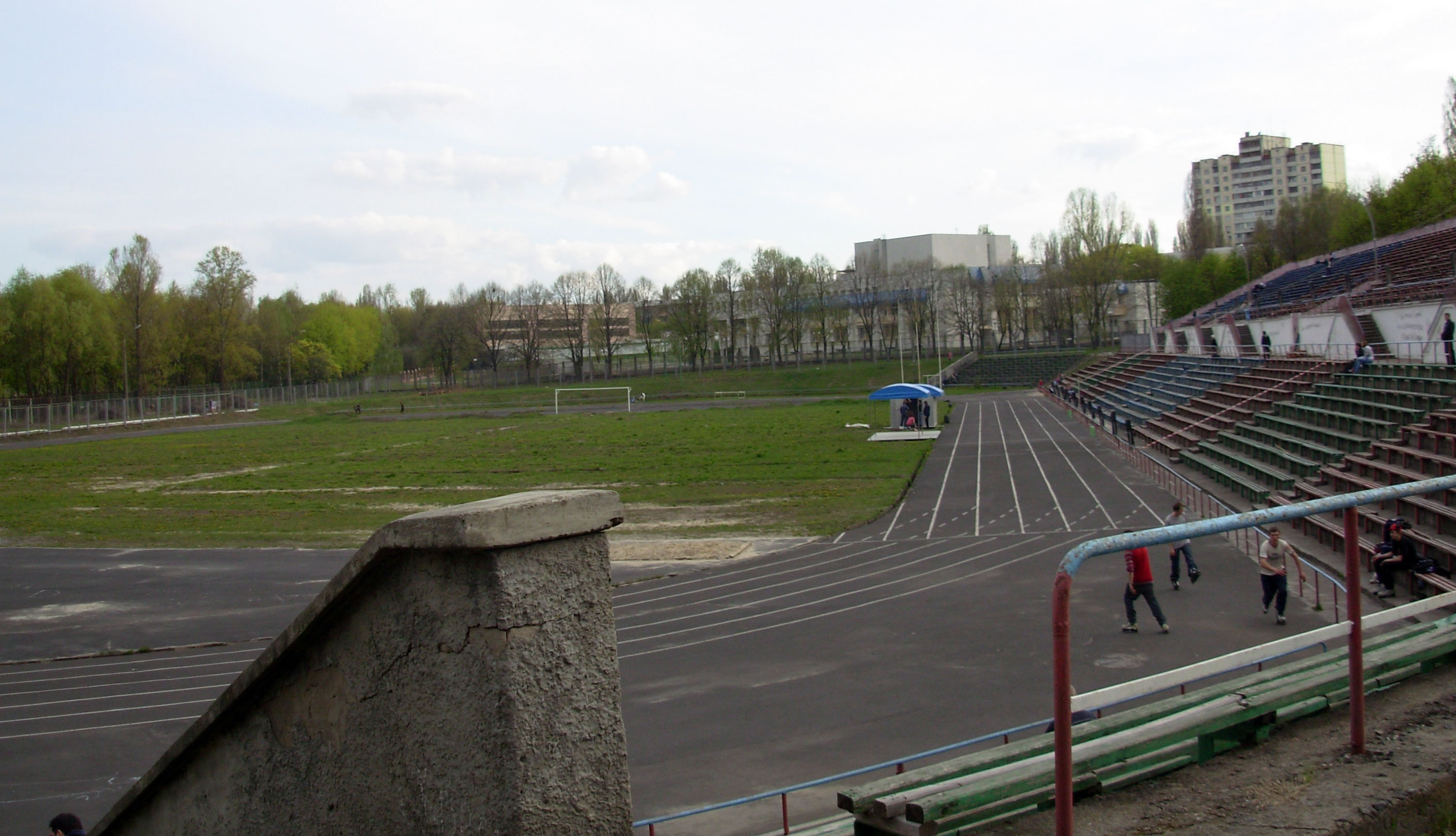
Стадіон ДУ "КАІ"

Навчально-спортивний оздоровчий центр Державного університету "Київський авіаційний інститут" (НСОЦ ДУ "КАІ") - структурний підрозділ Державного університету "Київський авіаційний інститут".
Однією з  важливих  складових  роботи  по  поліпшенню  здоров’я  та  працездатності  студентів  є  фізкультурно-оздоровча  робота.
З метою підвищення рівня фізкультурно-оздоровчої роботи серед студентів, співробітників, мешканців району та удосконалення системи матеріально-технічного забезпечення спортивної бази Університету за наказом ректора 20 грудня 2000 року був створений Центр спорту та здоров’я як структурний підрозділ Університету, на базі Спортивного клубу та Спортивного комплексу.

### Матеріально-технічна  база
- стадіон з трибунами на 5 тисяч місць;
- спортивний манеж загальною площею 1000кв.м;
- 3 спортивних зали площею 700кв.м кожний;
- 2 тренажерних зали;
- 2 малі зали площею 150кв.м кожний;
- спортивний майданчик.

### Керівництво
Директор Навчально-спортивного оздоровчого центра  -  Пунда С.П.
Заступник директора  по яхт-клубу  -  Макаренко П.К.
Заступник директора  по Навчальному полігону -  Величенко А.М.
Заступник директора  по Більярдний клуб «Авіатор» -  Шаповалов В.В.

### Структура структурного підрозділу
За  наказом ректора  від 22 вересня 2009 року  з  метою  оптимізації вдосконалення структури  університету та на підставі рішення Вченої ради університету від 26 червня 2009 року  була проведена реорганізація структурних підрозділів університету – Навчального полігона (с. Жукін), Яхт-клуба (смт. Українка) і Центра спорту та здоров’я – шляхом злиття та створення на їх базі структурного підрозділу – Навчально-спортивного  оздоровчого  центру Національного  авіаційного  університету.

#### Яхт-клуб
У ДУ "КАІ" створено Центр підготовки кваліфікованих яхтсменів. Тренувально-практичний  курс підготовки слухачів Центру проводиться на базі яхт-клубу  НСОЦ НАУ. 
На території яхт-клубу  НСОЦ щорічно проводиться  регата.
До кадрово-педагогічного складу відносяться  тренер-викладач вищої категорії, тренер–інструктор, тренер-викладач.
Серед педагогічного складу є тренер-викладач вищої категорії, заслужений тренер України збірної команди з регбі “ Арго - НАУ “, тренери-викладачі – майстер спорту України  з греко-римської боротьби, а також кандидат у майстри спорту з художньої гімнастики.

#### Більярдний клуб «Авіатор»
14 лютого 2003року в ДУ "КАІ" відкрив свої двері більярдний клуб « Авіатор».
Саме з відкриття цього клубу бере відлік початок  розвитку більярда серед студентства столиці.	
За 10 років роботи в спортивному клубі «Авіатор» було проведено більш ніж 100 турнірів різного рангу, підготовлено 15 кандидатів в майстри спорту України, 4 майстра спорту України, чемпіони та призери всеукраїнських турнірів, чемпіони Європи та світу серед юнаків і дівчат. 
При підтримці Національної федерації спортивного більярду України, Федерації більярдного спорту м. Києва були проведені чемпіонати м. Києва серед професійної  та аматорської ліги, турніри серед співробітників дипломатичних служб, чемпіонат серед керівних співробітників міністерств та відомств України.
Більярдний клуб « Авіатор» вперше провів всеукраїнський турнір серед студентів.
З  2012 р.  більярдний клуб « Авіатор»  став підрозділом Навчально-спортивного оздоровчого центра. 
Під керівництвом досвідченого тренера-викладача всі бажаючі студенти пізнають ази цієї прекрасної гри. А в день закоханих було проведено перший всеукраїнський турнір серед студентів. Також в 2012 році було проведено міжнародний турнір з більярду на “Кубок Надії”, який зібрав понад 60 дітей не тільки з України, а й з Росії, Білорусі, Молдови.

#### Навчально-спортивний оздоровчий  центр
26.10-27.10 2012р. була проведена на базі спортивного комплексу Навчально-спортивного оздоровчого  центра НАУ  Спартакіада на Кубок Ректора НАУ з фут залу та волейболу. 
В Спартакіаді брали участь 18 збірних команд, які представляли дев’ять навчальних закладів України:
- Національний Авіаційний Університет
- Житомирський військовий інститут ім. Корольова
- Коледж  інформаційних технологій та землевпорядкування НАУ
- Промислово-економічний коледж
- Слов’янський коледж
- Київський радіо-механічний коледж
- Криворізький коледж
- Кременчуцький льотний коледж
- Кіровоградська льотна академія

Позитивною тенденцією є розширення кола молодих людей, які стають учасниками спортивних змагань. Так 23 квітня 2013 року було проведено Універсіаду зі спортивної аеробіки, яка присвячена 80-річчю НАУ. Змагання пройшли серед збірних команд інститутів НАУ.
Збірна команда НАУ зі степ аеробіки стала срібним призером Чемпіонату України. 
Також був проведений Кубок Першокурсника, присвячений 80-річчю НАУ з міні-футболу, легкої атлетики, настільного тенісу та загальної фізичної підготовки серед жінок та чоловіків.
Впродовж  2012-2013 навчального року на всеукраїнських та міських студентських змаганнях також успішно виступали команди НАУ з настільного тенісу, боротьби дзюдо, легкої атлетики , баскетболу, волейболу та футболу.
Ще в університеті організовано тренування студентів, які виконали вимоги Єдиної спортивної класифікації України і їм було присвоєно 3 спортивний розряд зі спортивного туризму.
В одному із спортивних залів університету, є унікальний – найбільший в Україні скелелазний тренажер, з успіхом проводяться змагання зі скелелазіння на чемпіонат Києва та на Кубок України. Функціонування цього тренажеру у спорткомплексі НАУ стало невід’ємною складовою і важливим чинником розвитку альпінізму і скелелазіння в Україні.

### Спортивні секції
- атлетична гімнастика;
- баскетбол;
- футбол;
- теніс;
- бойові мистецтва ( айкідо, ушу, дзюдо та ін. )
- шейпінг;